# Psárov
Obec Psárov (německy Psarow) se nachází v okrese Tábor, kraji Jihočeském, a to při jeho východní hranici. Za Psárovem se nachází hranice s krajem Vysočina. Žije zde 112 obyvatel.

## Přírodní poměry
Obec leží v nadmořské výšce 550 metrů Údaj o nadmořské výšce je na řade webových stránek chybně uváděn hodnotou 443 metrů.

## Historie
První písemná zpráva pochází z roku 1379. Název pochází pravděpodobně z dávného osobního jména Psář.
Ke dni 31. prosince 2011 zde žilo 122 obyvatel s průměrným věkem 50,1 let.

## Části obce
- Psárov
- Tříklasovice

## Pamětihodnosti
- Kaple Panny Marie na návsi

## Turistika
Psárovem prochází cyklotrasa č. 1183, spojující Černovice (ž.st. Černovice u Tábora) s Košicemi; osadou Tříklasovice prochází červeně značená turistická stezka (Jindřichův Hradec–Deštná) Březina-Mlýny.

## Farnost
Obec je součástí římskokatolické farnosti Choustník.

## Galerie

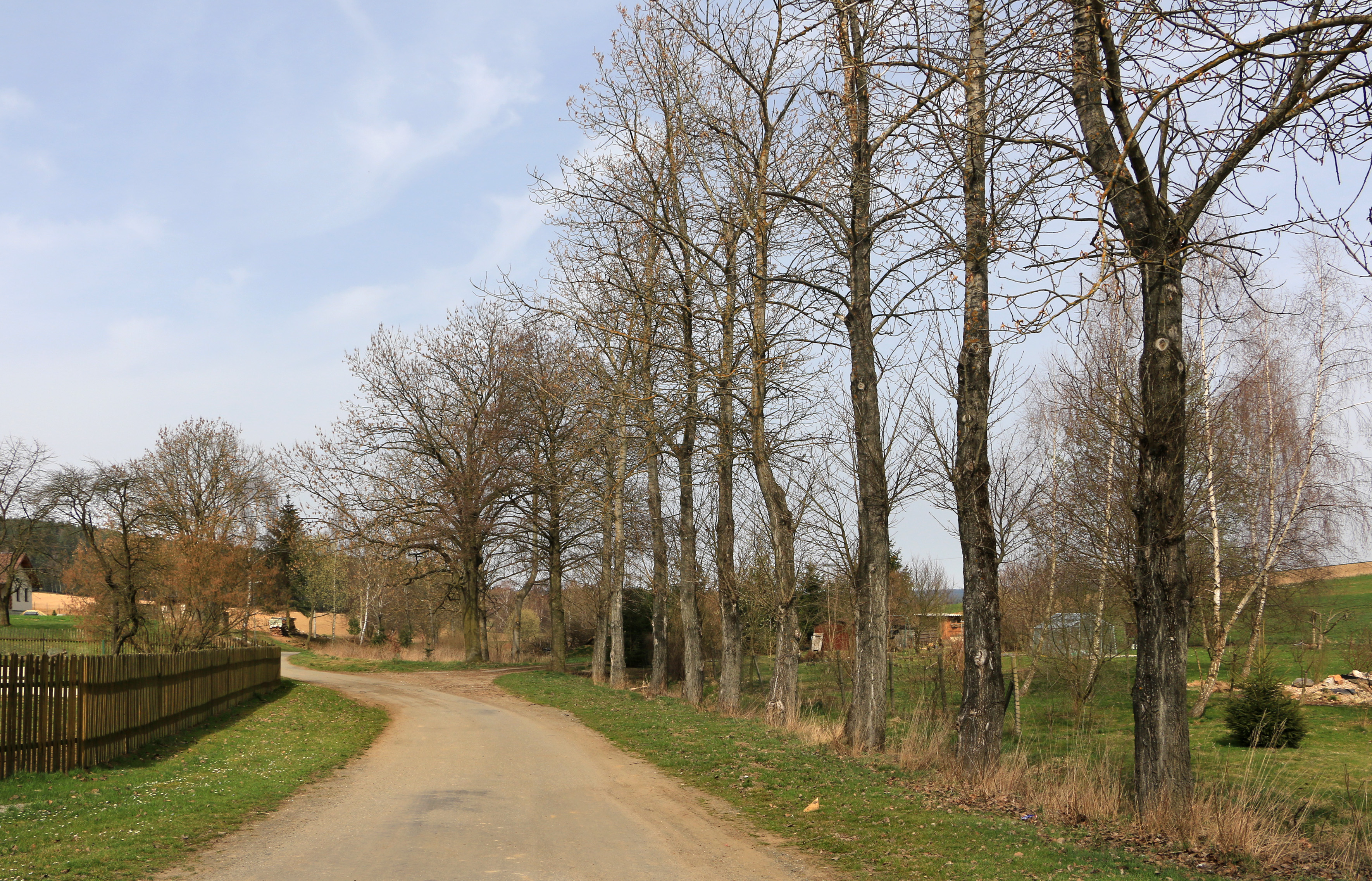
Stromořadí u cesty k Mlýnům
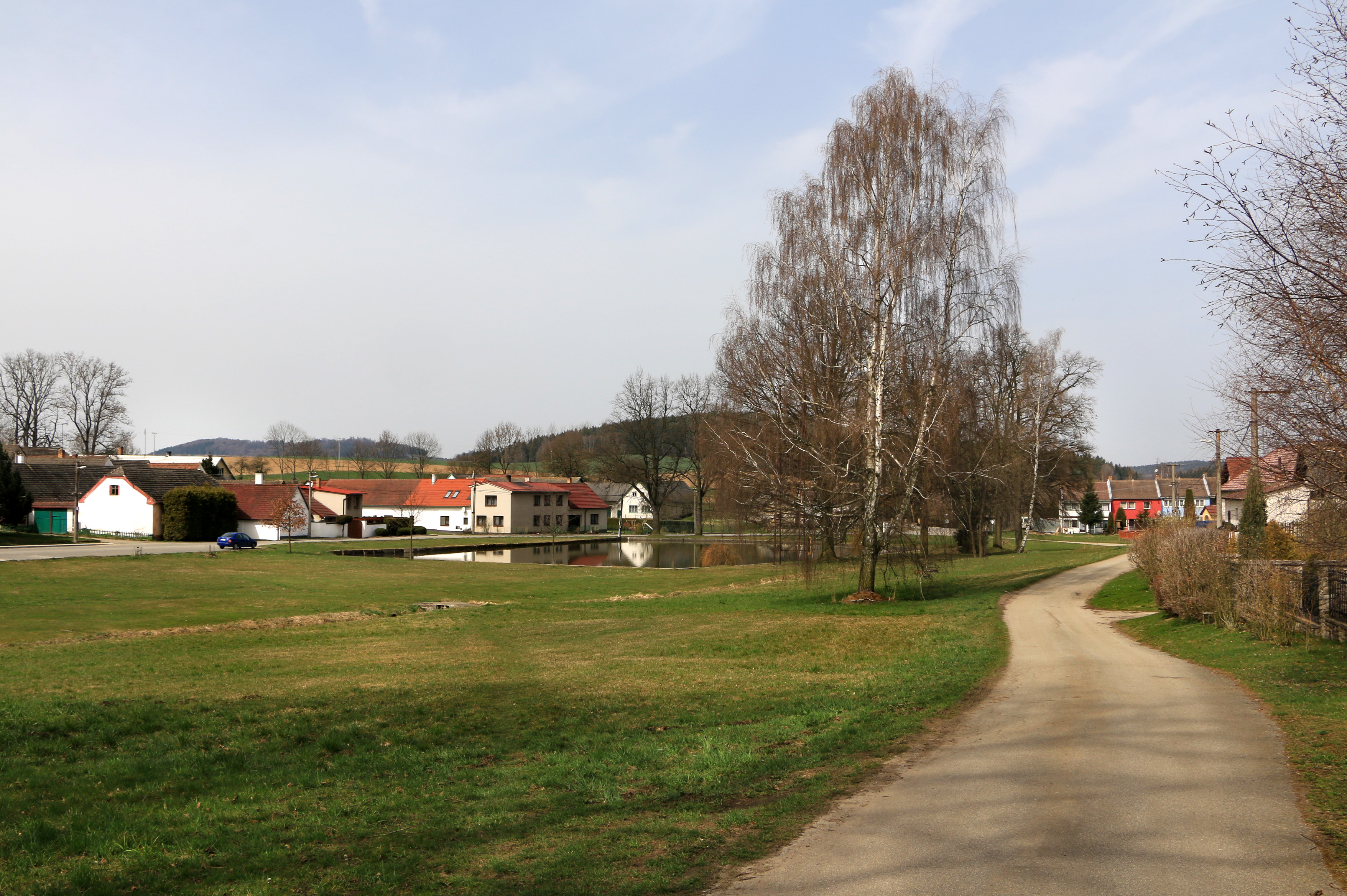
Náves
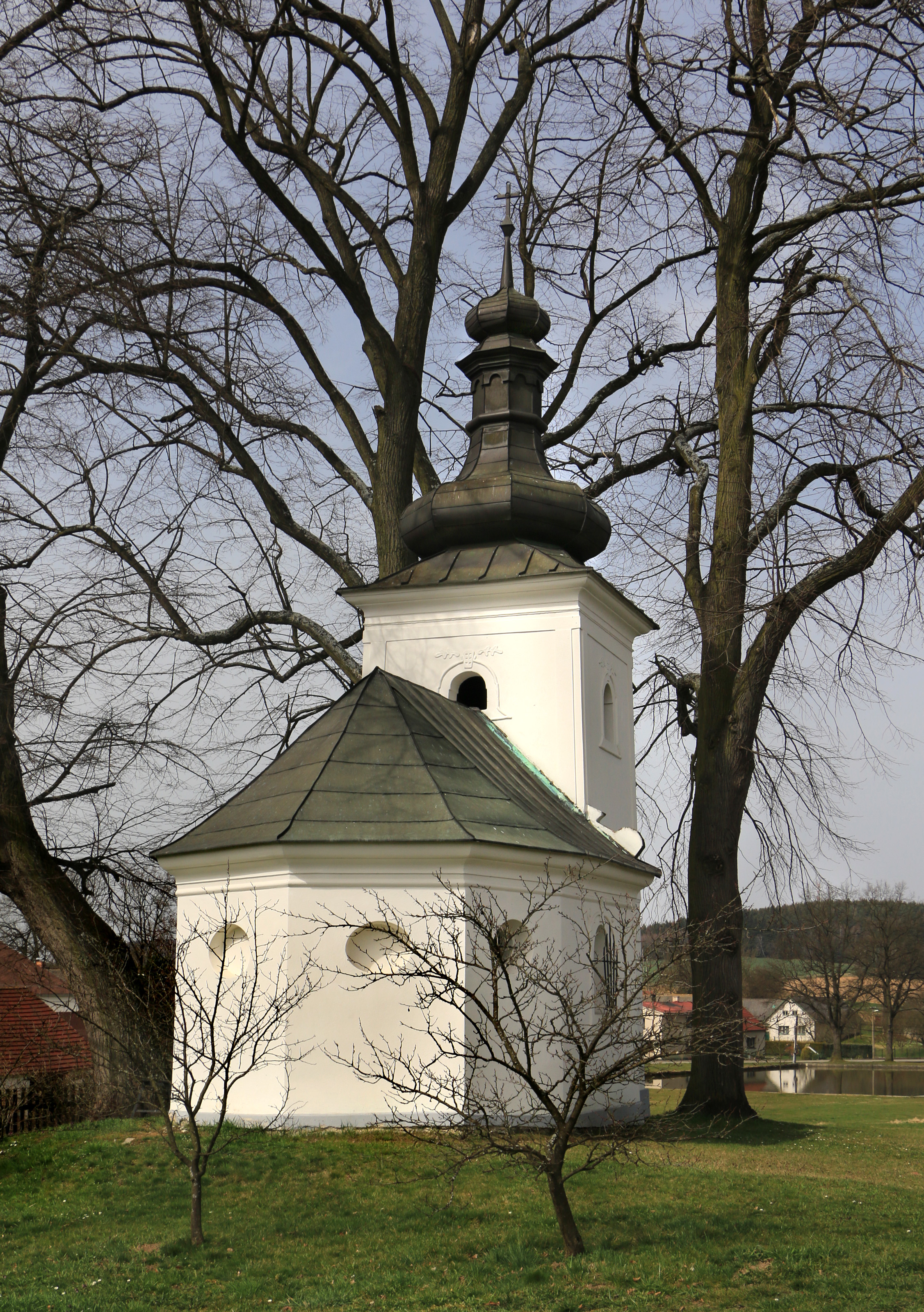
Kaple Panny Marie na návsi
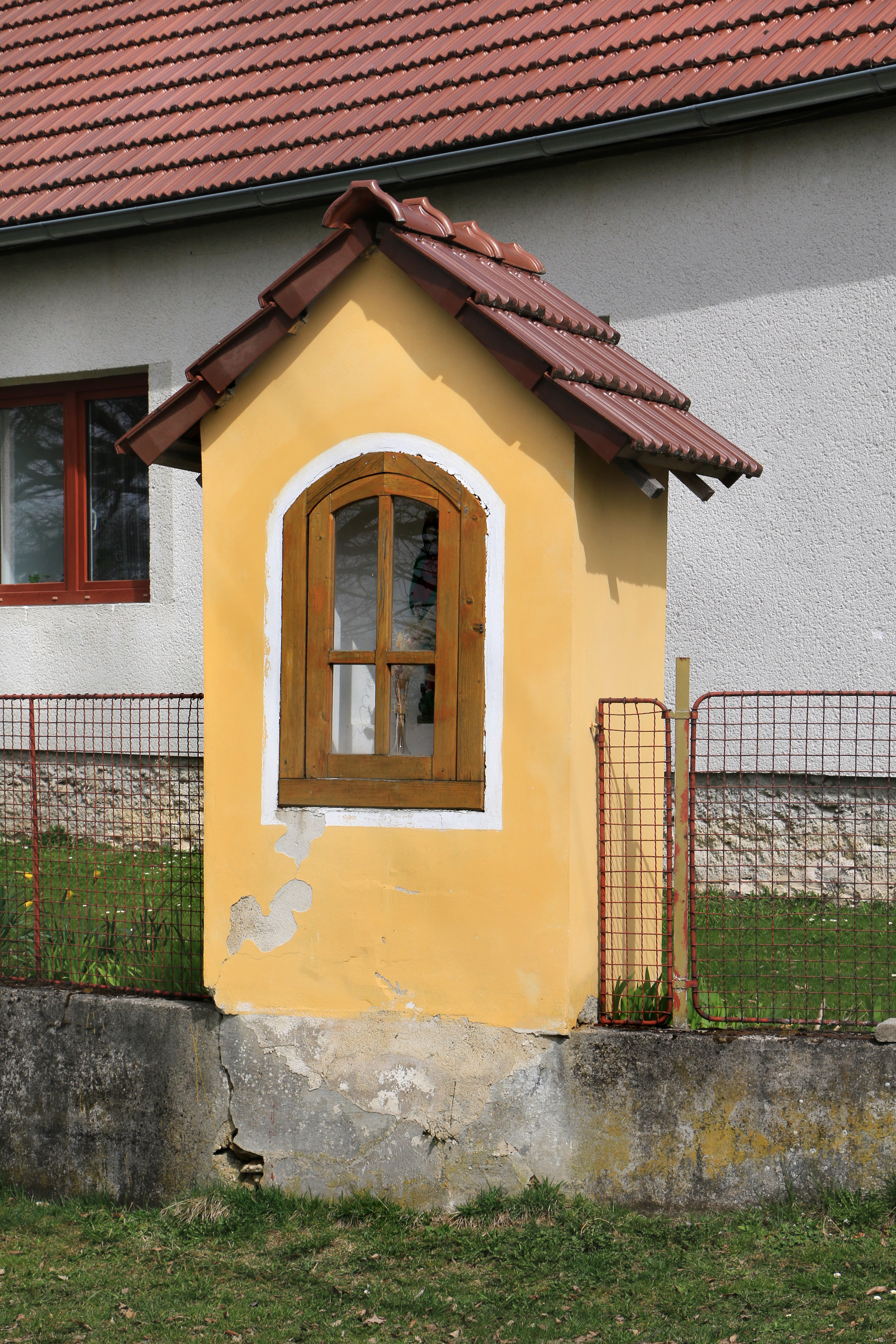
Další kaplička na návsi